# 半格
设{\displaystyle (L,\leq )}是一个偏序集，若对于任意的{\displaystyle x,y\in L}，{\displaystyle \{x,y\}}都有最小上界（并），或者对于任意的{\displaystyle x,y\in L}，{\displaystyle \{x,y\}}都有最大下界（交），则称{\displaystyle (L,\leq )}构成一个半格。
也可以将半格定义为一个代数结构。一个半格是一个代数结构{\displaystyle (L,\vee )}或{\displaystyle (L,\wedge )}，其中{\displaystyle \vee }和{\displaystyle \wedge }如同在格的定义中所述。
- 半格是满足运算是幂等的和交换的半群。